# Matéri

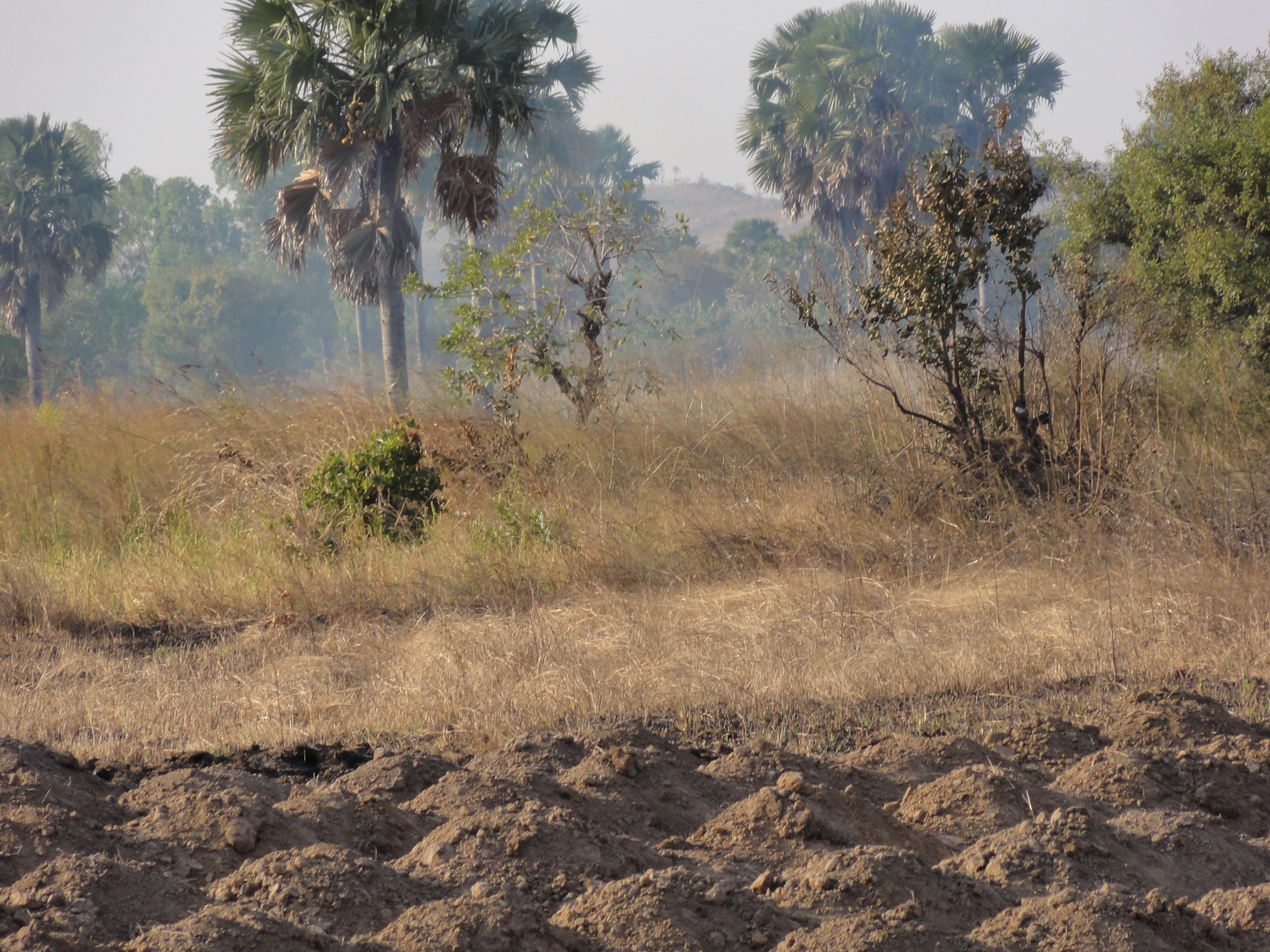
Materi

Matéri – miasto w północno-zachodnim Beninie, w departamencie Atakora. Położone jest około 500 km na północny zachód od stolicy kraju, Porto-Novo. W spisie ludności z 11 maja 2013 roku liczyło 24 490 mieszkańców.